# Guy Schmaus
Guy Schmaus, né le 7 juillet 1932 à Paris, est un homme politique français. Membre du Parti communiste français, il est notamment sénateur des Hauts-de-Seine de 1968 à 1986.

## Biographie
Durant la Seconde Guerre mondiale, la Maison d'enfants de La Tourelle à Saint-Julien-de-Coppel cache des enfants juifs. Parmi eux, le futur sénateur communiste Guy Schmaus, qui signe, en 2017, un Manifeste des enfants cachés sur le site de l'Union juive française pour la paix.
Guy Schmaus commence sa vie professionnelle comme fourreur, puis il apprend le métier de fraiseur. Dès l'âge de 14 ans, il adhère à l'organisation de jeunesse communiste UJRF. En 1950, il fait son adhésion à la  CGT et au PCF. Embauché chez Citroën à Clichy, il développe son action militante dans l'entreprise, laquelle réplique par des licenciements, dont le sien en 1961. Devenu permanent, il suit les cours dispensés par le Parti.
En 1968, Guy Schmaus est élu sénateur des Hauts-de-Seine et est réélu en 1977. Au cours de ses mandats, il a été secrétaire du Sénat, membre de la commission des affaires économiques et du Plan et membre de la commission des affaires culturelles.
Par ailleurs, il est conseiller général des Hauts-de-Seine, élu dans le canton de Clichy, de 1976 à 1988. Il siège au conseil régional d’Île-de-France de 1976 à 1998. En outre, il a été élu au conseil municipal de Clichy de 1983 à 2014.

## Détail des fonctions et des mandats
Mandat parlementaire
- 22 septembre 1968 - 1er octobre 1986 : sénateur des Hauts-de-Seine

Mandats locaux
- 1976 - 1988 : conseiller général des Hauts-de-Seine
- 1976 - 1998 : conseiller régional d'Île-de-France
- 1983 - 2014 :  conseiller municipal de Clichy
  - Adjoint au Maire délégué aux Anciens Combattants et à la Mémoire historique de Clichy
  - Président du groupe des élus communistes

## Distinction
- Chevalier de la Légion d'honneur (décret du 2 avril 1999[4])
- Conseiller régional honoraire
- Sénateur honoraire

## Publication
- Une vie d'action à Clichy, entretiens biographiques, 2007[5]